# Sterculia shillinglawii
Sterculia shillinglawii är en malvaväxtart. Sterculia shillinglawii ingår i släktet Sterculia och familjen malvaväxter.

## Underarter
Arten delas in i följande underarter:
- S. s. malacophylla
- S. s. shillinglawii